# Gos senyal
Un gos senyal o gos per a persones sordes és un tipus de gos d'assistència per a persones amb discapacitat auditiva. Està específicament ensinistrat per donar suport i avisar les persones sordes de diferents sons quotidians, indicant la seva procedència amb un gest tècnicament après i conduint a la font del so.
Aquests sons als que pot respondre i per als quals està entrenat es produeixen principalment a la llar, com un timbre elèctric i l'obertura d'una porta, un intercomunicador, un telèfon fix o mòbil, un despertador, una alarma d'electrodomèstic, el plor d'un nadó, una campana o un cascavell, el clàxon d'un vehicle al carrer i altres sons concrets en funció de les necessitats de cada usuari. També pot estar ensinistrat en el cas d'una alarma de fum, incendi o evacuació per allunyar-se del lloc del possible perill.
El gos senyal s'engloba dins dels gossos d'assistència igual que els gossos guia, gossos de servei, gossos de teràpia i gossos per a persones amb trastorns de l'espectre autista. Està perfectament socialitzat, ensinistrat en obediència i compleix alts requisits de comportament, temperament i habilitat específica per a la seva tasca, després d'un període de socialització i ensinistrament fins aproximadament els 2 o 3 anys. Té dret d'accés públic juntament amb el seu usuari o ensinistrador en territoris on aquest dret ja sigui tractat en la llei.
En l'àmbit internacional està implantat en alguns països com Estats Units, Regne Unit o Austràlia on milers de persones sordes compten cada any amb l'ajuda tècnica d'aquests gossos d'assistència.